# Theridion glaucescens
Theridion glaucescens là một loài nhện trong họ Theridiidae.
Loài này thuộc chi Theridion. Theridion glaucescens được Lawrence Becker miêu tả năm 1879.